# Miguel Bañuz
Miguel Bañuz Antón (Elche, Alicante, 26 de junio de 1993) es un futbolista español que juega como portero en la Cultural y Deportiva Leonesa de la Segunda División de España.

## Trayectoria
Desde los 4 años, Bañuz comenzó a jugar como portero en Torrellano. A los 15 años, se incorporó a las categorías inferiores del Elche Club de Fútbol, donde destacó rápidamente, al punto que el entrenador del primer equipo, Claudio Barragán, lo llevó a la pretemporada, donde debutó en un amistoso. En 2010, el Real Madrid mostró interés en él, y Bañuz realizó una prueba con el equipo juvenil, pero finalmente no logró incorporarse al club madrileño.
En 2011 fichó por el Juvenil A del F. C. Barcelona, donde realizó buenas actuaciones que le valieron el paso al Barça B de Eusebio Sacristán en la temporada 2012-13 como tercer portero. Sin embargo, tuvo escasa participación, jugando solo 4 partidos, de los cuales solo 2 fueron como titular. Tras finalizar su contrato en 2014, quedó en libertad para negociar con otros equipos.
Luego de su paso por el Villarreal B (2014-2016) y por el C. D. Alcoyano (2016-2019), en agosto de 2019 se unió al F. C. Andorra, donde jugó durante dos temporadas. El 29 de junio de 2021 firmó por la U. D. San Sebastián de los Reyes para la temporada 2021-22.
El 9 de julio de 2022 regresó al C. D. Alcoyano para una segunda etapa. Esta duró hasta 2023, cuando el 17 de julio firmó un contrato por una temporada, con opción a una adicional, con la Cultural y Deportiva Leonesa. En esos dos años disputó 71 partidos y en el segundo se consiguió ascender a la Segunda División. En esta categoría iba a jugar tras llegar a un acuerdo con el club para continuar una tercera campaña.

## Clubes
| Club                             | País    | Año           |
| -------------------------------- | ------- | ------------- |
| F. C. Barcelona "B"              | España  | 2012-2014     |
| Villarreal C. F. "B"             | España  | 2014-2016     |
| C. D. Alcoyano                   | España  | 2016-2019     |
| F. C. Andorra                    | Andorra | 2019-2021     |
| U. D. San Sebastián de los Reyes | España  | 2021-2022     |
| C. D. Alcoyano                   | España  | 2022-2023     |
| Cultural y Deportiva Leonesa     | España  | 2023-presente |